# Dzwon Mingwan

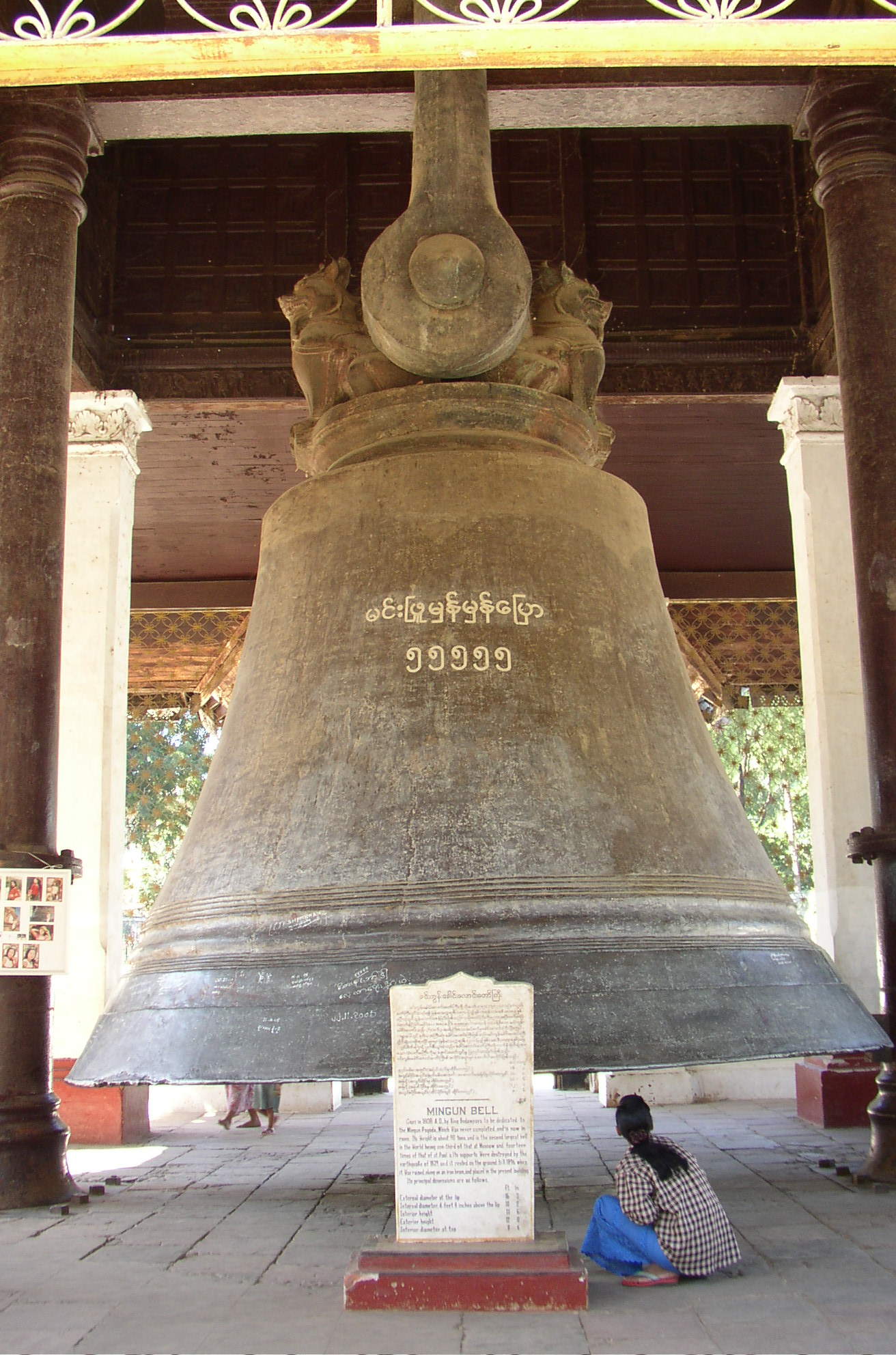

Dzwon Mingwan (birm. မင်းကွန်း ခေါင်းလောင်းတော်ကြီး /mɪ́ɴɡʊ́ɴ kʰáʊɴláʊɴ dɔ̀ dʑí/, ang. Mingun Bell) – jeden z największych dzwonów na świecie.
Przeznaczony był dla położonej w sąsiedztwie, nieukończonej ostatecznie, pagody w Mingwan – miejscowości położonej na zachodnim brzegu Irawadi w prowincji Sikong w Mjanmie, ok. 11 km na północ od Mandalaj. Waży ok. 90 ton, a odlany został w roku 1808. Do roku 2000 był drugim co do wielkości w ogóle i największym wydającym dźwięk dzwonem na świecie.

## Opis
Dzwon Mingwan umieszczono w specjalnie dla niego wzniesionym budynku (zayat). Waży on 55555 vissów (czyli ok. 90,5 tony). Jednak różne źródła podają rozbieżne dane: od 87 do 97,5 tony. Dzwon odlano z brązu. Zewnętrzna jego średnica wynosi 4,95 m, a wysokość 3,66 m (łącznie z zawieszeniem – 6,3 m). Grubość płaszcza wynosi od 15 do 30 cm. Podobnie jak inne dzwony umieszczane przy pagodach, nie posiada on serca – dźwięk z dzwonu wydobywany jest poprzez uderzanie weń drewnianą belką.
Na płaszczu dzwonu wymalowano biały napis:

မင်းဖြူမှန်မှန်ပြော
၅၅၅၅၅

Jest to popularny w Birmie wierszyk ułatwiający zapamiętanie ciężaru dzwonu (Min Phyu Hman Hman Pyaw /mí̃ pʰyù m̥à̃ m̥à̃ pyɔ́/, pol. Min Phyu Słusznie Słusznie Prawi – spółgłoski poszczególnych słów są w birmańskiej astrologii przypisane do czwartku, którego liczbą jest z kolei 5), a ၅၅၅၅၅ to zapisana birmańskimi znakami liczba 55555. Pierwotnie na płaszczu dzwonu miała być wyryta inskrypcja z opisem historii jego powstania, jednak z nieznanych powodów ostatecznie jej nie wykonano. Jej tekst, sporządzony przez królewskiego ministra U Tun Nyo, zachował się w formie manuskryptu na liściach palmowych.
Na hełmie dzwonu znalazły się dwa strzegące go fantastyczne lwy (chinthe). Umieszczona przy nim kamienna tablica informuje w skrócie o historii dzwonu i jego rozmiarach. Zarówno zewnętrzna, jak i wewnętrzna powierzchnia płaszcza dzwonu niszczona jest napisami wyskrobywanymi i malowanymi przez odwiedzających.

## Historia

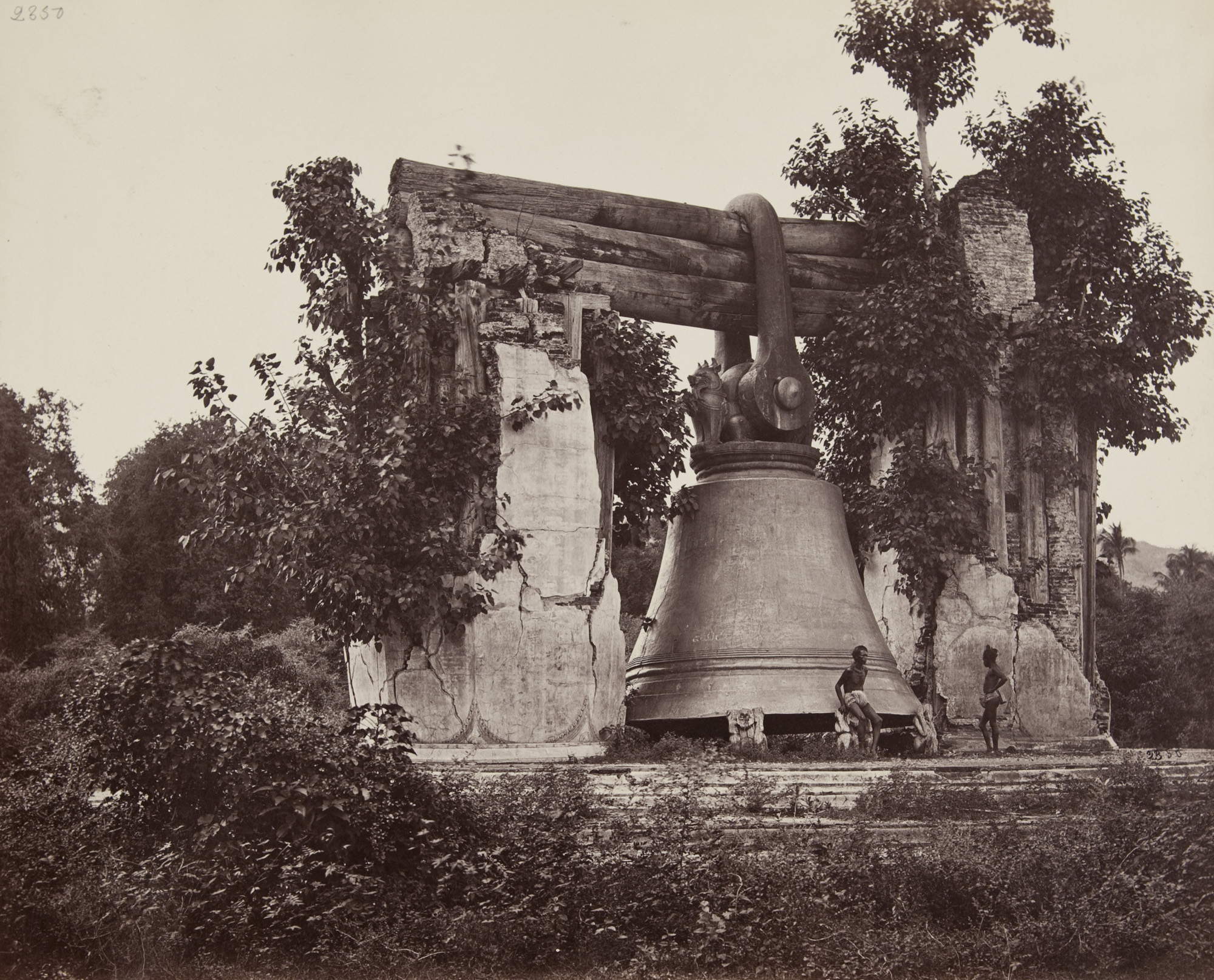
Dzwon spoczywający na podporach w roku 1873

Po nieudanej kampanii syjamskiej z lat 1785–1792 król Birmy Bodawpaya próbował odzyskać w kraju popularność między innymi przeprowadzając prace budowlane na ogromną skalę. Jedną z nich było wzniesienie olbrzymiej (miała mieć 170 m wysokości) pagody w Mingwan. Przeznaczony dla niej dzwon został zamówiony i odlany w roku 1808 (niektóre źródła podają błędnie, że dzwon odlano w roku 1790). Do jego odlania król zatrudnił rzemieślników z Birmy, Syjamu i Arakanu. Ze względu na bardzo niskie płace i panującą w okolicach Mingwan malarię część sprowadzonych z Arakanu robotników pracowała przymusowo. Według tekstu U Tun Nyo, odlew wykonano na przeciwległym, wschodnim brzegu Irawadi. Wylewanie metalu rozpoczęto 13 maja 1808 roku o godzinie 16, a zakończono 17 maja o 2:42. Przez ten czas bez przerwy czynnych było 510 pieców. Do odlania dzwonu zużyto od 90721 kg (według kronik) do 100000 kg (według U Tun Nyo) miedzi. Kolejne trzy lata zajęło poszukiwanie osób, które podjęłyby się przetransportowania dzwonu na miejsce jego zawieszenia. Ostatecznie, w roku 1811, dwie barki przewiozły dzwon wpływając do specjalnie w tym celu wykonanego kanału; zawieszenie dzwonu stało się możliwe dzięki podniesieniu poziomu wody w kanale. Po zakończeniu tych prac kanał zasypano.
Podczas trzęsienia ziemi 23 marca 1839 roku, tego samego, które spowodowało pęknięcie murów pobliskiej pagody, naruszone zostały podstawy drewnianego jarzma dzwonu i przez kolejnych 57 lat spoczywał on częściowo na podporach, a częściowo bezpośrednio na ziemi. W latach 90. XIX wieku przeprowadzono publiczną zbiórkę funduszy na opłacenie ponownego zawieszenia dzwonu. Wykonania prac podjęła się firma transportowa Irrawaddy Flotilla Company wykorzystując do tego dźwignie i dźwigniki śrubowe. W marcu 1896 roku dzwon zawisł ponownie, tym razem na żelaznym jarzmie opartym na żelaznych kolumnach. Wzniesiono też wtedy wokół dzwonu drewniany pawilon.

## Inne informacje
Ruch turystyczny do Mingwan obsługiwany jest głównie przez promy kursujące między tą miejscowością a Mandalaj, choć możliwy jest też dojazd drogą prowadzącą z Sikongu. Dzwon znajduje się na terenie Strefy Archeologicznej Sikong-Mingwan (ang. Sagaing-Mingun Archeological Zone). Bilet upoważniający do zwiedzania obiektów należących do tej strefy kosztował na początku 2016 roku 5000 kiatów (ok. 4$).

## Galeria

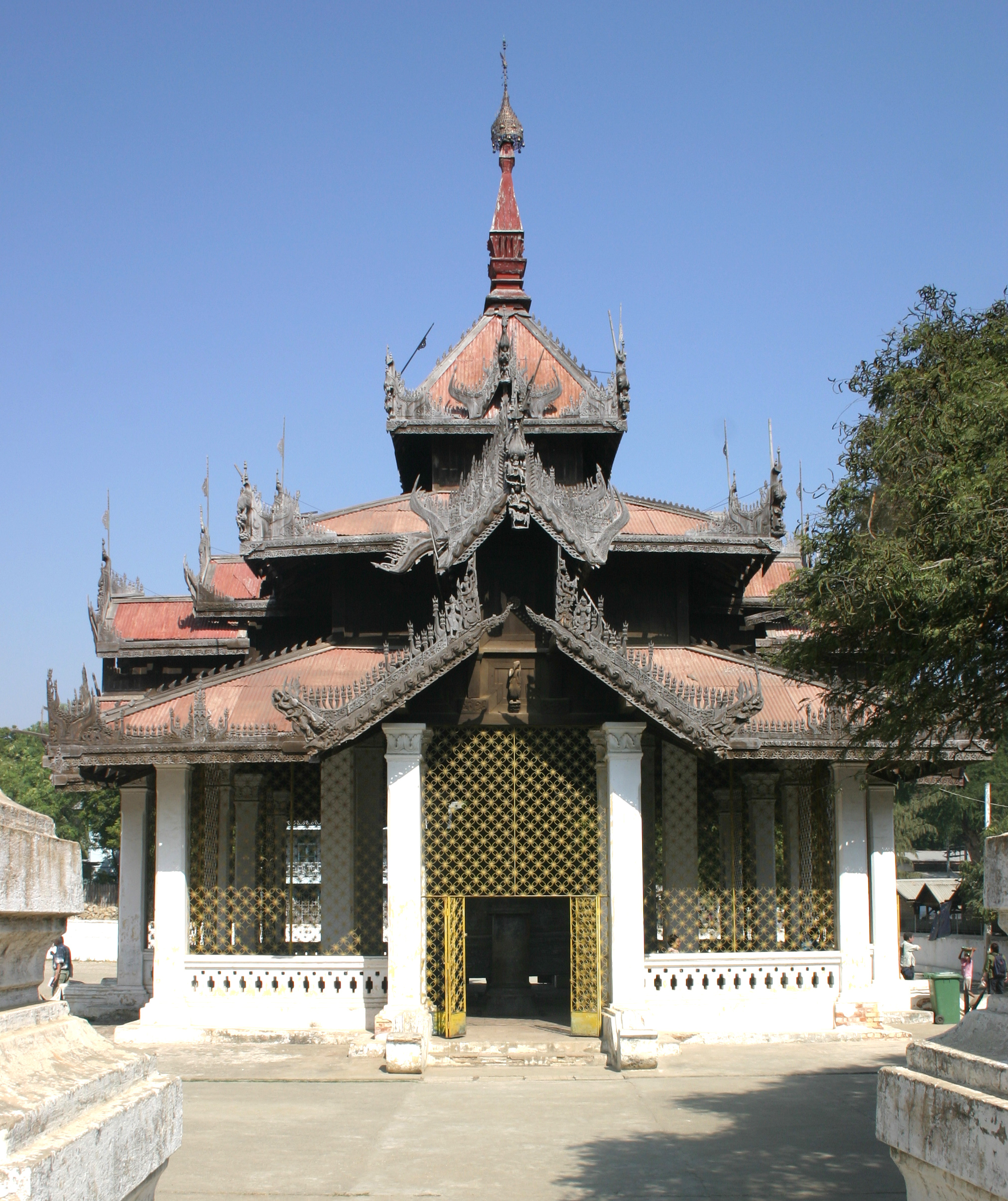
Budynek, w którym dziś znajduje się Dzwon
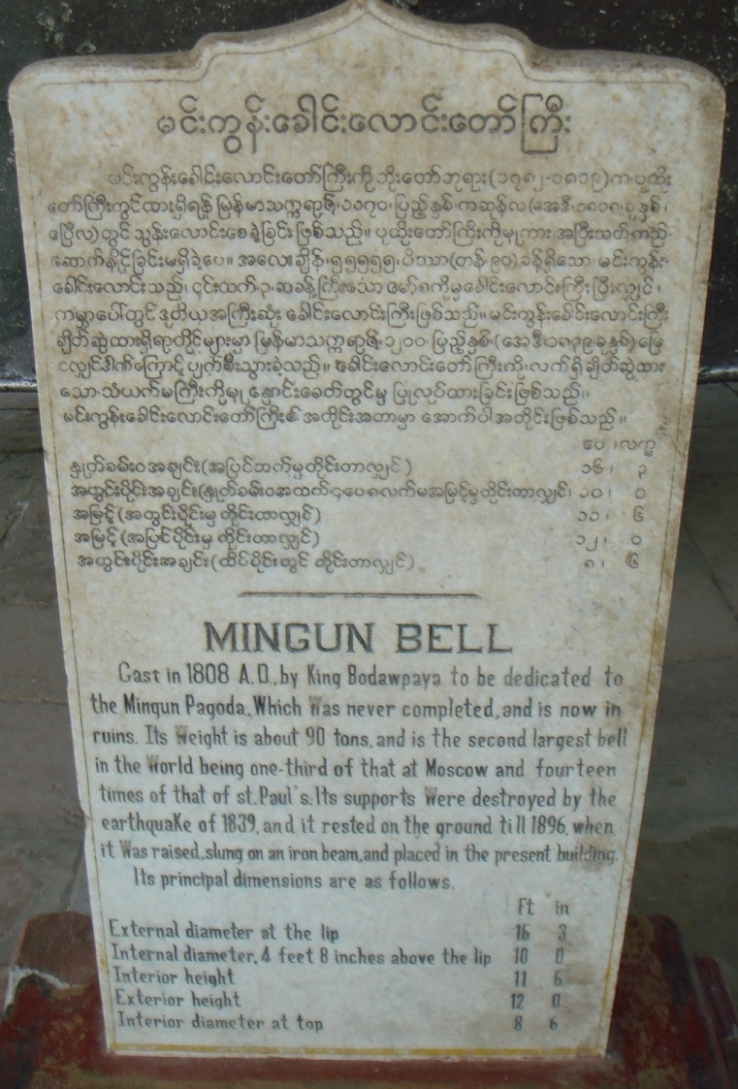
Tablica z informacjami o rozmiarach i historii Dzwonu
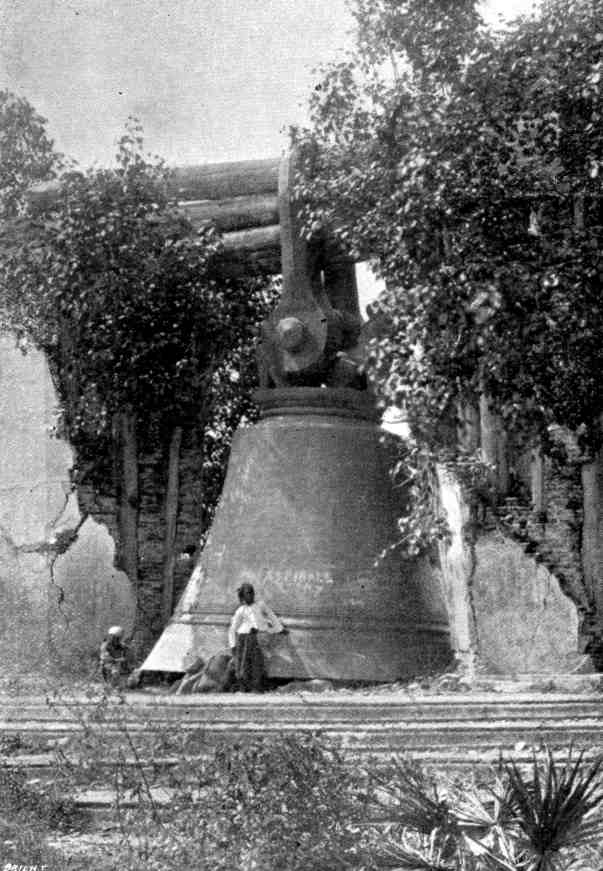
Dzwon przed rokiem 1896 na fotografii Felice Beato
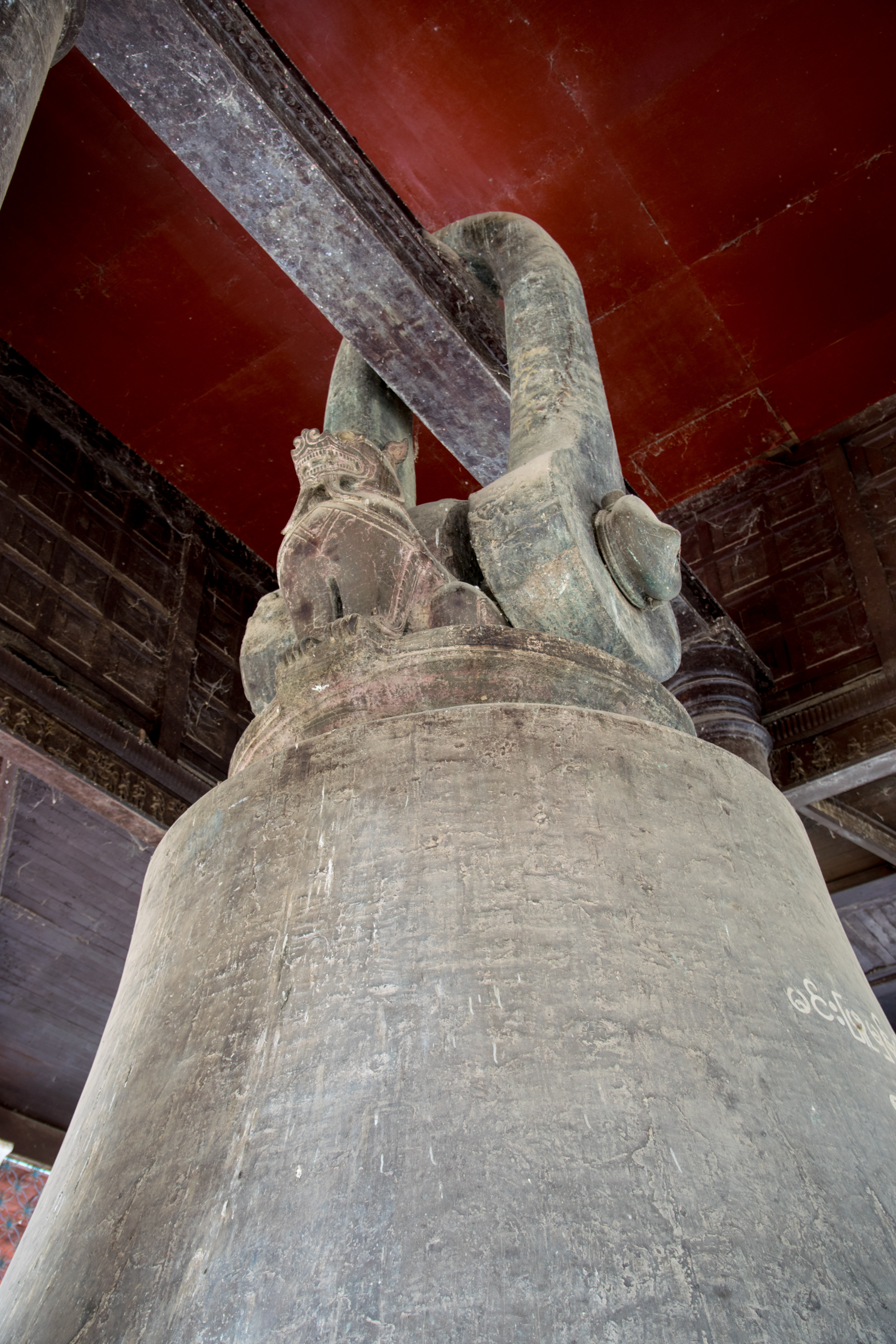
Sposób zawieszenia Dzwonu